# Mercedes-Benz W31
Mercedes-Benz G 4 är en terrängbil, tillverkad av den tyska biltillverkaren Mercedes-Benz mellan 1934 och 1939.
Mercedes-Benz försökte utan större framgång intressera den tyska krigsmakten för sin terrängvagn G 4. Bilen hade tre axlar med drivning på de två bakaxlarna. Vid behov kunde drivning kopplas in även på framaxeln. Växellådan var försedd med en tillsatslåda för inkoppling av lågväxelområdet vid terrängkörning. Motorn var samma rak åtta som användes i 500 K, men utan kompressor.
Bilen var alldeles för stor och tung för att kunna användas som terrängfordon, men dess imponerande mått och utseende gjorde den till en perfekt paradvagn för tredje rikets politiska och militära ledning. Efter krigsutbrottet byggdes flera bilar om till skottsäkert utförande.
Motor
| Modell | Motor                   | Cylindervolym | Effekt | Bränslesystem   |
| ------ | ----------------------- | ------------- | ------ | --------------- |
| G 4    | M24: 8-cyl radmotor ohv | 5018 cm³      | 100 hk | Enkel förgasare |
| G 4    | M24: 8-cyl radmotor ohv | 5252 cm³      | 115 hk | Enkel förgasare |
| G 4    | M24: 8-cyl radmotor ohv | 5401 cm³      | 110 hk | Enkel förgasare |

Tillverkning
| Modell | Antal |
| ------ | ----- |
| G 4    | 57    |